# Liste der Monuments historiques in Questembert
Die Liste der Monuments historiques in Questembert führt die Monuments historiques in der französischen Gemeinde Questembert auf.

## Liste der Bauwerke
| Bezeichnung                     | Beschreibung | Standort                                      | Kennzeichnung | Schutzstatus | Datum | Bild |
| ------------------------------- | ------------ | --------------------------------------------- | ------------- | ------------ | ----- | ---- |
| Kapelle Saint-Michel            |              | (Lage)                                        | PA00091594    | Classé       | 1922  |      |
| Kreuz der Kapelle Saint-Vincent |              | (Lage)                                        | PA00091595    | Inscrit      | 1928  |      |
| Schloss Ereck                   |              | (Lage)                                        | PA00091596    | Inscrit      | 1946  |      |
| Calvaire Saint-Michel           |              | Friedhof (Lage)                               | PA00091597    | Classé       | 1922  |      |
| Croix des Buttes (Kreuz)        |              | Avenue Roland-Garros Avenue des Genêts (Lage) | PA00091598    | Inscrit      | 1933  |      |
| Kreuz                           |              | Le Congo (Lage)                               | PA00091599    | Inscrit      | 1933  |      |
| Brunnen                         |              | Bréhardec (Lage)                              | PA00091600    | Inscrit      | 1928  |      |
| Markthalle                      |              | (Lage)                                        | PA00091601    | Classé       | 1922  |      |
| Mühle von Lançay                |              | (Lage)                                        | PA56000055    | Inscrit      | 2003  |      |
| Brunnen                         |              | Rue du Chanoine Niol (Lage)                   | PA00091602    | Inscrit      | 1934  |      |

## Liste der Objekte
- Monuments historiques (Objekte) in Questembert in der Base Palissy des französischen Kultusministeriums